# Circuit de Monaco
Koordinati:   43°44′5″N, 7°25′14″E
Circuit de Monaco je cestno dirkališče, ki poteka po javnih cestah Monte Carla in La Condamina, okoli pristanišča Monaka. Dirkališče je v uporabi le en konec tedna v maju, ko gosti dirko Formule 1, Veliko nagrado Monaka. 
Idejo za dirko Formule 1 po cestah Monaka je prvi predstavil Anthony Noghes, predsednik Monaškega avtomobilskega kluba in dober prijatelj vladajoče družine Grimaldi. Prva dirka je potekala leta 1929, dobil pa jo je William Grover-Williams z Bugattijem.
Dirkališče je mnogokrat imenovano kar Monte Carlo, ker večji del steze poteka v monaški soseski Monte Carlo.
Zaradi ozke in valovite narave dirkališča, dosti večjo veljavo daje talentiranosti dirkača, kot moči motorja. Kljub temu pa omogoča zelo majhno možnost prehitevanja, saj je steza ozka in nevarna. Mnogokrat primerjajo dirkanje na tej stezi kot vožnjo s kolesom po kopalnici, ali po besedah Nelsona Piqueta, kot vožnjo s helikopterjem po svoji dnevni sobi.
Vožnja skozi slavni tunel je za dirkače zelo zahtevna zaradi hitre menjave teme in svetlobe na enem najhitrejših odsekov steze.
Dirkališče je znano kot bolj nevarno od pravih dirkališč Formule 1. Kljub temu zaradi glamuroznosti in zgodovinske pomembnosti, ki sta povezana s to dirko, še vedno trdno ostaja na koledarju dirk Formule 1. Toda nekateri trdijo, da to dirkališče ni primerno in si želijo, da bi bilo umaknjeno s koledarja dirk.
Že omenjena majhna možnost prehitevanja poraja dvome v pravo dirkanje na tej stezi, saj naj bi veljalo, da je prvo štartno mesto že polovica zmage; odločajo pa še trčenja, okvare in postanki v boksih.

## Zmagovalci
Roza ozadje označuje dirke, ki niso štele za prvenstvo Formule 1
| Sezona | Zmagovalec              | Moštvo                | Poročilo |
| ------ | ----------------------- | --------------------- | -------- |
| 2025   | Lando Norris            | McLaren-Mercedes      | Poročilo |
| 2024   | Charles Leclerc         | Ferrari               | Poročilo |
| 2023   | Max Verstappen          | Red Bull Racing-RBPT  | Poročilo |
| 2022   | Sergio Pérez            | Red Bull Racing-RBPT  | Poročilo |
| 2021   | Max Verstappen          | Red Bull Racing-Honda | Poročilo |
| 2019   | Lewis Hamilton          | Mercedes              | Poročilo |
| 2018   | Daniel Ricciardo        | Red Bull-TAG Heuer    | Poročilo |
| 2017   | Sebastian Vettel        | Ferrari               | Poročilo |
| 2016   | Lewis Hamilton          | Mercedes              | Poročilo |
| 2015   | Nico Rosberg            | Mercedes              | Poročilo |
| 2014   | Nico Rosberg            | Mercedes              | Poročilo |
| 2013   | Nico Rosberg            | Mercedes              | Poročilo |
| 2012   | Mark Webber             | Red Bull-Renault      | Poročilo |
| 2011   | Sebastian Vettel        | Red Bull-Renault      | Poročilo |
| 2010   | Mark Webber             | Red Bull-Renault      | Poročilo |
| 2009   | Jenson Button           | Brawn-Mercedes        | Poročilo |
| 2008   | Lewis Hamilton          | McLaren-Mercedes      | Poročilo |
| 2007   | Fernando Alonso         | McLaren               | Poročilo |
| 2006   | Fernando Alonso         | Renault               | Poročilo |
| 2005   | Kimi Räikkönen          | McLaren-Mercedes      | Poročilo |
| 2004   | Jarno Trulli            | Renault               | Poročilo |
| 2003   | Juan Pablo Montoya      | Williams-BMW          | Poročilo |
| 2002   | David Coulthard         | McLaren-Mercedes      | Poročilo |
| 2001   | Michael Schumacher      | Ferrari               | Poročilo |
| 2000   | David Coulthard         | McLaren-Mercedes      | Poročilo |
| 1999   | Michael Schumacher      | Ferrari               | Poročilo |
| 1998   | Mika Häkkinen           | McLaren-Mercedes      | Poročilo |
| 1997   | Michael Schumacher      | Ferrari               | Poročilo |
| 1996   | Olivier Panis           | Ligier-Mugen Honda    | Poročilo |
| 1995   | Michael Schumacher      | Benetton-Renault      | Poročilo |
| 1994   | Michael Schumacher      | Benetton-Ford         | Poročilo |
| 1993   | Ayrton Senna            | McLaren-Ford          | Poročilo |
| 1992   | Ayrton Senna            | McLaren-Honda         | Poročilo |
| 1991   | Ayrton Senna            | McLaren-Honda         | Poročilo |
| 1990   | Ayrton Senna            | McLaren-Honda         | Poročilo |
| 1989   | Ayrton Senna            | McLaren-Honda         | Poročilo |
| 1988   | Alain Prost             | McLaren-Honda         | Poročilo |
| 1987   | Ayrton Senna            | Lotus-Honda           | Poročilo |
| 1986   | Alain Prost             | McLaren-TAG           | Poročilo |
| 1985   | Alain Prost             | McLaren-TAG           | Poročilo |
| 1984   | Alain Prost             | McLaren-TAG           | Poročilo |
| 1983   | Keke Rosberg            | Williams-Ford         | Poročilo |
| 1982   | Riccardo Patrese        | Brabham-Ford          | Poročilo |
| 1981   | Gilles Villeneuve       | Ferrari               | Poročilo |
| 1980   | Carlos Reutemann        | Williams-Ford         | Poročilo |
| 1979   | Jody Scheckter          | Ferrari               | Poročilo |
| 1978   | Patrick Depailler       | Tyrrell-Ford          | Poročilo |
| 1977   | Jody Scheckter          | Wolf-Ford             | Poročilo |
| 1976   | Niki Lauda              | Ferrari               | Poročilo |
| 1975   | Niki Lauda              | Ferrari               | Poročilo |
| 1974   | Ronnie Peterson         | Lotus-Ford            | Poročilo |
| 1973   | Jackie Stewart          | Tyrrell-Ford          | Poročilo |
| 1972   | Jean-Pierre Beltoise    | BRM                   | Poročilo |
| 1971   | Jackie Stewart          | Tyrrell-Ford          | Poročilo |
| 1970   | Jochen Rindt            | Lotus-Ford            | Poročilo |
| 1969   | Graham Hill             | Lotus-Ford            | Poročilo |
| 1968   | Graham Hill             | Lotus-Ford            | Poročilo |
| 1967   | Denny Hulme             | Brabham-Repco         | Poročilo |
| 1966   | Jackie Stewart          | BRM                   | Poročilo |
| 1965   | Graham Hill             | BRM                   | Poročilo |
| 1964   | Graham Hill             | BRM                   | Poročilo |
| 1963   | Graham Hill             | BRM                   | Poročilo |
| 1962   | Bruce McLaren           | Cooper-Climax         | Poročilo |
| 1961   | Stirling Moss           | Lotus-Climax          | Poročilo |
| 1960   | Stirling Moss           | Lotus-Climax          | Poročilo |
| 1959   | Jack Brabham            | Cooper-Climax         | Poročilo |
| 1958   | Maurice Trintignant     | Cooper-Climax         | Poročilo |
| 1957   | Juan Manuel Fangio      | Maserati              | Poročilo |
| 1956   | Stirling Moss           | Maserati              | Poročilo |
| 1955   | Maurice Trintignant     | Ferrari               | Poročilo |
| 1952   | Vittorio Marzotto       | Ferrari               | Poročilo |
| 1950   | Juan Manuel Fangio      | Alfa Romeo            | Poročilo |
| 1948   | Giuseppe Farina         | Maserati              | Poročilo |
| 1937   | Manfred von Brauchitsch | Mercedes-Benz         | Poročilo |
| 1936   | Rudolf Caracciola       | Mercedes-Benz         | Poročilo |
| 1935   | Luigi Fagioli           | Mercedes-Benz         | Poročilo |
| 1934   | Guy Moll                | Alfa Romeo            | Poročilo |
| 1933   | Achille Varzi           | Bugatti               | Poročilo |
| 1932   | Tazio Nuvolari          | Alfa Romeo            | Poročilo |
| 1931   | Louis Chiron            | Bugatti               | Poročilo |
| 1930   | René Dreyfus            | Bugatti               | Poročilo |
| 1929   | William Grover-Williams | Bugatti               | Poročilo |